# Mitromorpha maraisi
Mitromorpha maraisi é uma espécie de gastrópode do gênero Mitromorpha, pertencente a família Mitromorphidae.